# محاولة انقلاب 2016 في تركيا
المحاولة الانقلابية التركية في 15 يوليو 2016 هي محاولة انقلاب عسكري فاشلة لمجموعة من ضباط القوات المسلحة التركية حسب تأكيد رئيس الوزراء التركي بن علي يلدرم. وكان قد دبرها فصيل داخل القوات المسلحة التركية، وأعلن مدبرو الانقلاب إنشاء مجلس السلم من أجل أن تكون الهيئة الحاكمة في البلد. من خلال بيان بث بعد سيطرتهم على قناة تي آر تي الرسمية التركية والذي تضمن خلاله حظر التجول في أنحاء البلاد وإغلاق المطارات، وحسب المصادر العسكرية التركية فان قائدي القوات الجوية والبرية هما من نفّذا الانقلاب على الرئيس التركي رجب طيب أردوغان، وأن محرم كوسا وهو المستشار القانوني لرئيس الاركان هو من خطط للانقلاب.
دعى الرئيس أردوغان في حديث له عبر مواقع التواصل الاجتماعي الناس للنزول إلى الشوارع لصد محاولة الانقلاب. ووفقا لوكالة أنباء دوغان فإن قسمًا من الجنود أطلقوا النار على مجموعة من الأشخاص حاولوا عبور جسر البوسفور احتجاجا على محاولة الانقلاب مما أسفر عن وقوع إصابات، في حين سمع دوي طلقات نارية قرب المطارات الرئيسية في أنقرة واسطنبول. وفي مدينة أنقرة قصفت مروحية تابعة للانقلابيين مبنى البرلمان التركي.
في صباح السبت كان أردوغان قد وصل إلى مطار إسطنبول أتاتورك وسط ترحيب شعبي وأعلن عن إنهاء محاولة الانقلاب وتحدث بأن المتورطين سيعاقَبون بغض النظر عن المؤسسات التي ينتمون إليها. 
وشهدت المدن التركية مظاهرات حاشدة دعما للحكومة الشرعية وللرئيس رجب طيب أردوغان، ورفضا لمحاولة الانقلاب  وحسب مواقع تركية فقد عزل 34 من قيادات الجيش التركي بينهم 5 جنرالات واعتقل 754 عسكرياً لهم علاقة بمحاولة الانقلاب. وقتل نحو 60 شخصاً وعشرات الجرحى وحسب النائب العام فإن 42 قتيلا سقطوا في أنقرة بينهم 12 شرطيا.
لاقت محاولة الانقلاب رفضاً من قيادات حزبية وعسكرية وبرلمانية تركية وكذلك رفض قائد القوات البحرية التركية الأميرال بوسطان أوغلو وزعيم حزب الشعب الجمهوري المعارض كمال قلجدار أوغلي الذي قال بأن «تركيا عانت من الانقلابات، وأننا سندافع عن الديمقراطية».

## الخلفية
منذ إنشاء الدولة الحديثة في تركيا في عام 1923، نظمت القوات المسلحة التركية ثلاثة انقلابات عسكرية (في الأعوام 1960 و1971 و1980)، وتدخلت في عام 1997 عن طريق مذكرة عسكرية. وقد اعتبر الجيش نفسه الوصي على الدولة التركية العلمانية المنشأة في عهد مصطفى كمال أتاتورك. وجرت محاكمات إرغينكون في السنوات التي سبقت محاولة الانقلاب عام 2016، والتي تعتبر محاولة من القادة المدنيين في تركيا تحت قيادة الرئيس التركي رجب طيب أردوغان لفرض الهيمنة على الجيش.

## التفاصيل

مذيعة قناة تي آر تي تيجان كاراش Tijen Karaş التي بثت بيان الانقلابيين أثناء الانقلاب العسكري

احتجز عدد من ضباط الجيش التركي رئيس الأركان التركي خلوصي آكار، حيثُ كان مصيره مجهولاً وتم تحريره فيما بعد، بينما توقف التلفاز التركي الرسمي عن البث بعد فترة من إعلان الانقلاب رسمياً، وأعلن الجيش التركي منع التجوال في كافة ارجاء تركيا، وقد نقلت قناة الجزيرة عن توجه طيب أردوغان من أنقرة إلى إسطنبول، وتم إجراء مكالمة عبر برنامج فيس تايم معه، حيث طمأن المواطنين وطلب منهم الخروج إلى الشوارع والمطارات لرد الانقلاب.
وسادت حالة من الغموض بشان الوضع في تركيا بعد أنباء تحدثت عن محاولة للإنقلاب العسكري في البلاد. وقد ذكر بيان منسوب للجيش التركي إنه تولى السلطة في البلاد، فيما أكد رئيس الوزراء بن علي يلدريم أن هناك «محاولة غير شرعية» تقوم بها «مجموعة» داخل الجيش، في وقت ذكرت فيه مصادر إعلامية إن جماعة فتح الله غولن تقف وراء هذه المحاولة الانقلابية.
وأضاف بيان الجيش أنه تولى السلطة «للحفاظ على الديمقراطية»، وأن جميع العلاقات الخارجية الحالية للبلاد ستستمر، لكن مصدراً بالرئاسة التركية قال إن البيان الذي صدر باسم القوات المسلحة لم يكن مصرحا به من قيادة الجيش التركي، ومن جهته قال رئيس الوزراء بن علي يلدرم في تصريحات لمحطة إن تي في القناة التلفازية الخاصة «إن بعض الأشخاص نفذوا أعمالا غير قانونية خارج إطار تسلسل القيادة.. وإن الحكومة المنتخبة من الشعب لا تزال في موقع السلطة. وهذه الحكومة لن ترحل إلا حين يقول الشعب ذلك». يأتي هذا، فيما أفاد مراسل قناة الجزيرة بقطع حركة المرور فوق جسري البوسفور بين قارتي آسيا وأوروبا، فيما كانت مقاتلات تحلق على علو منخفض فوق أنقرة.
وأظهرت لقطات نشرتها وكالة «دوغان» للأنباء عمليات تحويل السيارات والحافلات فوق الجسر، فيما أظهرت محطة قناة «سي.إن.إن. تورك» مركبتين عسكريتين ومجموعة من الجنود يصطفون عند مدخل أحد الجسرين في كبرى مدن البلاد.
لكن وكالة «سي ان ان» الأمريكية اعلنت في خبر عاجل اختباء الرئيس التركي طيب اردوغان وانه في مكان آمن. وانتشرت الآليات ومئات من الجنود في الطرقات ومداخل المدن. ولا تزال المناوشات واطلاق النار يُسمع في مناطق مختلفة، وأصدرت السلطات التركية قرارا بحجب موقعي الفيسبوك وتويتر عن البلاد.
كما نقلت وكالة رويترز الاخبارية عن وقف الرحلات المدنية من وإلى مطار إسطنبول، وفي وقتٍ سابق قالت صحيفة يني شفق التركية في يوم الجمعة 15 يوليو 2016 إن جماعة غولن المعارضة تحاول الاستيلاء على رئاسة الأركان التركية.
ولقد شوهدت طائرات تحلق في سماء العاصمة التركية فيما سمع اطلاق نار متقطع في مناطق مختلفة كما اطلقت مروحيات النار على مبنى المخابرات التركية.
وقال شاهد من وكالة رويترز الاخبارية، مساء الجمعة، إنه سمع دوي إطلاق نار في العاصمة التركية أنقرة، إضافة إلى انتشار مكثف لقوات الأمن والجيش في شوارع العاصمة التركية أنقرة وإسطنبول. وأظهرت لقطات نشرتها وكالة دوجان للأنباء عمليات تحويل السيارات والحافلات، فيما تحلق طائرات حربية وطائرات هليكوبتر في سماء أنقرة.
وظهر أردوغان في خطاب تلفازي يوم 16 يوليو صباحا، وقال: إن «التحرك العسكري خيانة». وتعهد أردوغان بتطهير الجيش قائلا:«هؤلاء الذين قادوا الدبابات عليهم العودة من حيث أتوا.» ووصف قادة الانقلاب بـ «الخونة».

## ردود الفعل

### المحلية
- خروج حشود مؤيدة للرئاسة التركية في جميع شوارع تركيا استجابة لطلب من الرئيس التركي رجب طيب أردوغان.[35]

### الدولية
- الإمارات العربية المتحدة - رحبت الإمارات العربية المتحدة بعودة الأمور إلى مسارها الشرعي والدستوري وبما يعبر عن إرادة الشعب التركي[36]
- أيرلندا – أدلى وزير الشؤون الخارجية تشارلي فلاناغان ببيان يدعو إلى ضبط النفس واحترام المؤسسات الديمقراطية في تركيا.[37]
- الولايات المتحدة:قال البيت الأبيض إن الرئيس الأميركي باراك أوباما بحث الأوضاع في تركيا خلال اتصال هاتفي مع وزير خارجيته جون كيري مساء اليوم الجمعة واتفقا على ضرورة أن تقوم جميع الأطراف بدعم الحكومة المنتخبة ديمقراطيا وضبط النفس وتجنب العنف وسفك الدماء.[38]
- المغرب: رفضت الخارجية المغربية المحاولة الإنقلابية التي قادها جزء من الجيش التركي ضد الرئيس المنتخب رجب طيب أردوغان والحكومة التركية بقيادة علي يلدريم.[39]
- قطر:أعربت دولة قطر عن استنكارها وإدانتها الشديدين لمحاولة الانقلاب العسكري والخروج على القانون وانتهاك الشرعية الدستورية في جمهورية تركيا.[40]
- تونس:هنأ رئيس الجمهورية التونسية الباجي قائد السبسي، نظيره التركي رجب طيب أردوغان، في برقية وجهها له، بعودة الشرعية الدستورية إلى تركيا الشقيقة، وبنجاحه في إفشال المحاولة الانقلابية، الرامية إلى الإلتفاف على خياراته وعلى مؤسساته الديمقراطية المنتخبة.[41]
- السعودية: رحبت المملكة بعودة الأمور إلى نصابها في تركيا بقيادة فخامة الرئيس رجب طيب أردوغان وحكومته المنتخبة وفي إطار الشرعية الدستورية، وفق إرادة الشعب التركي.[42]
- السلطة الوطنية الفلسطينية: هاتفَ وزير الخارجيَّة الفلسطيني رياض المالكي نظيره التركي مولود شاويش أوغلو، مهنِّئاً إياه بانتصار الديمقراطية وهزيمة الإنقلابيين ومحاولتهم البائسة في إحداث إنقلاب وزعزعة الاستقرار في الجمهورية التركية الصديقة.[43]
- غزة: استنكرت حركة المقاومة الإسلامية حماس المحاولة الآثمة للانقضاض على الخيار الديموقراطي للشعب التركي الشقيق، وهنأت في بيان لها الشعب التركي العظيم وقيادته المنتخبة وعلى رأسها الرئيس أردوغان وأحزابه الأصيلة وقوات أمنه وجيشه المخلصة على انتصارهم العزيز في الحفاظ على الديموقراطية والحرية والإستقرار.[44]
- فرنسا: حذرَ وزير الخارجية الفرنسي مارك ايرولت تُركيا من عمليات التطهير، حيثُ قال: «نُريد أن يسود القانون في تركيا بشكل تام ومحاولة الانقلاب لا تعطي أوردغان شيكاً على بياض للقيام بعمليات تطهير مرفوضة فالقانون يجب ان يكون سيد الموقف».[45]
- الكويت: هنأ الشيخ صباح الأحمد الجابر الصباح أمير دولة الكويت الرئيس التركي رجب طيب أردوغان بنجاح الشرعية والانتصار للديمقراطية وإرادة الشعب التركي بالمحافظة على مكتسباته الدستورية والتي مكنت الشعب من تجنب معاناة ومآس كثيرة وحقن دماء الأبرياء.[46]

### الأحزاب
- أعلن حزب العدالة والتنمية (المغرب) تضامنه المطلق مع تركيا ووقوفه مع الديموقراطية كما أصدر رئيس الحكومة المغربية والأمين العام لحزب العدالة والتنمية المغربي عبد الإله بن كيران وثيقة تأييد وتهنئة أرسلها إلى الرئيس التركي رجب طيب أردوغان.

## تصريح أردوغان
وفي نفس السياق ألقى الرئيس رجب طيب أردوغان خطابا في فجر يوم السبت وأعلن بأنه سيطهر الجيش من الانقلابيين وأعلن رجوع الدبابات إلى ثكناتها.

## منفذو محاولة الانقلاب والاعتقالات

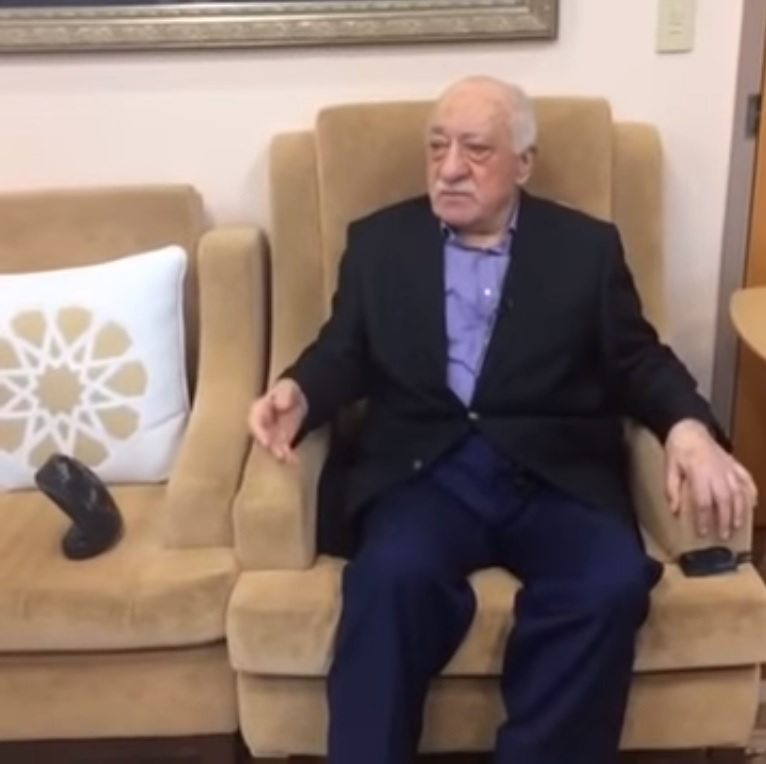
فتح الله غولن يوم 16 يوليو 2016

حتى الآن لا يعرف أحد من هو قائد الإنقلاب ولكن أغلب الأراء تشير إلى أن قائد هذا الإنقلاب هو محرم كوسا، ثم تم لاحقا إعفاء عدد من القيادات من مناصبها واعتقال أعداد أخرى، بعضهم ضباط وجنرالات في الجيش، منهم الأميرال «هاكان أوستام» من قيادة خفر السواحل، والجنرال «يونس كوتامان»، قائد لواء الكوماندوز الـ49 في ولاية بينغول، والجنرال «إسماعيل غونيشار»، قائد لواء الكوماندوز الثاني في ولاية بولو. وقائد حامية مضيق جناق قلعة، الأميرال «سيردار أحمد كوندوغدو»، وقائد حامية باليكسير الجنرال «محمد آق». كما تم اعتقال قائد الجيش التركي الثاني الجنرال «آدم حودوتي» ورئيس أركانه «عوني آنغون»، وايضا قائد الفيلق الثالث «إردال أوزتورك».

## توابع فشل الإنقلاب والأحداث اللاحقة
إلى جانب الإعتقالات والإزاحات في الجيش التركي، فإنه وبعد فشل الإنقلاب أزيل ما يربو على 2700 من العاملين في السلك القضائي جلهم من القضاة، بالإضافة إلى أعضاء في المجلس الأعلى للقضاء. كما تبعه أصدرت السلطات التركية قرار بحظر سفر موظفي القطاع الحكومي خارج البلاد بهدف منع كل من صدر بحقه قرارات اعتقال بدعوى تورطهم في محاولة الإنقلاب أو من تم عزله المؤقت عن الوظيفة للتحقيق معه من الهرب إلى الخارج. كما فصلت 21 ألف معلم وطلبت توقف عمداء الكليات في الجامعات كافّة عن العمل. يوم الخَميس 21 يوليو 2016 أعلنَّ نائب رئيس الوزراء التركي نعمان كورتولموش أنَّ تُركيا ستحذو حذو فرنسا وَتُعلق التزامها بِالميثاق الأوروبي لِحُقوق الإنسان وَذلك بعد إعلان حالة الطوارئ لثلاثة أشهر في أرجاء تركيا يوم الأربعاء.
وفي يوم السَبت 23 يوليو 2016 أعلن الجَيش التُركي عن فُقدان 42 مروحية حربية قتالية و14 سفينة حربية اختفت بكل بساطة منذ محاولة الانقلاب دون أن تترك أثراً يقود لها.
وفي يوم الخَميس 28 يوليو 2016 وَحَسب قناة سكاي نيوز عربية بِأنَّ الحكومة التركية تُصادق على قرار إغلاق 18 قناة تلفزيونية و3 وكالات و23 راديو و45 صحيفة و15 مجلة على خلفية محاولة الانقلاب.

## تصريحات
|                        |  |              |
| الرئيس رجب طيب أردوغان |  | بن علي يلدرم |

- زعم يلدرم أن جماعة فتح الله غولن وراء محاولة الانقلاب.[53]
- قال الرئيس التركي السابق عبد الله غل أن تركيا ليست دولة في أمريكا اللاتينية ليقع فيها انقلاب.[54]
- أحمد داوود أوغلو رئيس الوزراء التركي السابق قال إن اليوم هو يوم إعلاء صوت الشعب التركي عالياً في كل المدن.[31]
- أكد الفريق أول أوميت دوندار قائد الجيش التركي الأول في إسطنبول أن الجيش لم يدخل في انقلاب عسكري ضد الحكومة.[31]
- رفض الأميرال بولنت بوستان أوغلو قائد القوات البحرية التركية كافة التحركات العسكرية في مدينتي أنقرة وإسطنبول.[31]
- كمال قلجدار أوغلي زعيم حزب الشعب الجمهوري المعارض صرح إن تركيا عانت من الانقلابات، «وسندافع عن الديمقراطية».[31]
- إسماعيل كهرمان رئيس البرلمان التركي قال «إن كثيرا من النواب معي الآن وهم يدافعون عن الديمقراطية» ودعا الجميع للوقوف صفا واحدا للدفاع عن الديمقراطية.[31]

## ويكليكس
اخترق موقع ويكيليكس بريد الحسابي لأردوغان وقام بنشر أكثر من 300 ألف رسالة في بريد أردوغان رداً على عمليات التطهير والإجراءات الانتقامية التي تشهدها تركيا حاليا بعد محاولة الانقلاب العسكري الفاشلة، وبعد عدة دقائق قامت تركيا بحجب موقع ويكيليكس بعد نشرة الرسائل على موقعها 

## ما بعد الانقلاب

### اتهام بتدبير الانقلاب
بعد فشل الانقلاب تم الحديث كثيرا عن أن الرئيس أردوغان ورجاله قد قاموا بالتخطيط لانقلاب مُصطنع لأهداف تتعلق بإزالة عدد ممن لا يرغب بهم أردوغان بالسلطة، أبرزههم رجال عبد الله غولن، حيث يتم عزل الآلاف من مناصبهم في المؤسسة العسكرية وأماكن أخرى، ثم اعتقالهم ومحاكمتهم مع أقل قدر من الاعتبار لسيادة القانون. ثم إعادة العمل بعقوبة الإعدام بحسب مطالبات الشعب التركي.، مثلا تم عزل 2745 قاضيا عقب ساعات معدودة من فشل الانقلاب فضلًا عن التساؤل عن عدم السرعة في إلقاء القبض على أردوغان ورئيس الحكومة التركية بن علي يلدرم، الذي كان يدلى بالتصريحات وقت الأزمة، والعشوائية التي كان يتمتع بها القائمون على الانقلاب وأيضا إن رئيس الوزراء نفسه هو أول من أعلن أن هناك محاولة انقلاب جارية، مثير للدهشة.